# Albert Schuster
Albert Hugo Schuster (ur. 13 lutego 1912 w Plauen, zm. 31 maja 1973 w Lipsku) – niemiecki nazista w randze Oberleutnanta, zwany Katem Łysogór, w 1973 skazany na śmierć z powodu popełnionych zbrodni wojennych w okupowanej Polsce.

## Życiorys
Do partii nazistowskiej wstąpił w 1933. Po ataku III Rzeszy i jej sojuszników na Związek Radziecki został wysłany na Białoruś gdzie m.in. zajmował się eksterminacją Żydów. W 1943 został przeniesiony na terytorium okupowanej Polski. Dowodził 62. zmotoryzowanym plutonem żandarmerii stacjonującym w Nowej Słupi a następnie w Świętej Katarzynie. Z powodu swej brutalności wykazanej na Kielecczyźnie Schuster zyskał miano Kata Łysogór. Dowodzony przez niego oddział dopuścił się zamordowania ponad 400 Polaków na Kielecczyźnie. Zbrodnie miały miejsce m.in. w Hucie Szklanej, Jeziorku, Woli Szczygiełkowej, Psarach i Bodzentynie. W czasie potyczki z oddziałem Armii Krajowej dowodzonym przez Witolda Kucharskiego ps. Wicher Szuster został ciężko ranny.
Przez reżim III Rzeszy Schuster odznaczony został Krzyżem Zasługi Wojennej II klasy i Krzyżem Żelaznym II klasy.
Po zakończeniu wojny mieszkał w Karl-Mark-Stadt. Dzięki staraniom sędziego Andrzeja Jankowskiego z Okręgowej Komisji Badania Zbrodni Hitlerowskich w Kielcach doszło do procesu w czasie którego Schuster za popełnione zbrodnie został skazany na karę śmierci.